# David Nutter
David Nutter (n. 1960, SUA) este un regizor de film și de televiziune și producător de televiziune american.
Este cunoscut în special pentru că a regizat mai multe episoade pilot pentru televiziune. În 2015, a primit premiul Emmy pentru cel mai bun regizor pentru un serial dramatic, pentru munca sa la serialul HBO Urzeala tronurilor.

## Filmografie

### Filme regizate
- Cease Fire (1985)
- Trancers 4: Jack of Swords (1994)
- Trancers 5: Sudden Deth (1994)
- Disturbing Behavior (Comportament deviant, 1998)

### Episoade pilot regizate
- Space: Above and Beyond (1995)
- Millennium (1996)
- Sleepwalkers (1997)
- Roswell (1999)
- Dark Angel (2000)
- Smallville (2001)
- Without a Trace (2002)
- Dr. Vegas (2004)
- Tarzan (2003)
- Jack & Bobby (2004)
- Supernatural (2005)
- Traveler (2006)
- Terminator: The Sarah Connor Chronicles (2007)
- The Mentalist (2008)
- Eastwick (2009)
- Chase (2010)
- The Doctor (2011)
- Arrow (2012)
- The Flash (2014)
- Deception (2018)